# Vilém I. Burgundský
Vilém I. Burgundský zvaný Velký či také Tvrdohlavý (francouzsky Guillaume le Grand či Tête Hardie, 1020–1087) byl burgundský hrabě a hrabě z Mâconu.
Narodil se jako syn Renauda I. a Adély, dcery normandského vévody Richarda II. a roku 1057 převzal otcův titul a panství. V roce 1078 získal od svého bratrance, který opustil světský život a vstoupil do kláštera v Cluny, hrabství Mâcon. Zemřel v pokročilém věku a byl pohřben v katedrále sv. Štěpána v Besançonu.